# André Marie Chauvin
Pour les articles homonymes, voir Chauvin.
 (septembre 2022).
 (octobre 2021).
André Marie Chauvin dit Gabriel Chauvin, né à Commercy (Meuse) le 17 décembre 1891 et mort à Lyon le 26 novembre 1981, est un officier général français.

## Famille, jeunesse et formation
Avec un grand-père maternel général d'infanterie (Gabriel Millot, saint-cyrien), un oncle et parrain, le capitaine Millot (saint-cyrien décoré de la Légion d’Honneur, puis mort au champ d'honneur au Tchad, en décembre 1901) et un père adoptif officier (Georges Chauvin), Gabriel Chauvin est éduqué dans un environnement empreint de la chose militaire.
Né à Commercy, il est bercé[Quoi ?] au gré des mutations paternelles entre les Vosges (1891), la garnison de Mourmelon, Alger (1893-1898), Besançon (1899), Cherbourg (1903), et Verdun (1908).  À 18 ans, après une scolarité turbulente (il est exclu de trois collèges), et somme toute moyenne débouchant sur un baccalauréat au rattrapage, Gabriel quitte le foyer familial, à l’ambiance d’inconfort mais qui a pour effet de lui forger un caractère combatif et trempé, pour s’engager dans l’artillerie sans présenter le concours de Saint-Cyr comme son père adoptif le désire. Ce dernier lui signe tout de même la dérogation nécessaire, n’ayant pas encore 18 ans.
Il mesure alors 1,75 m et pèse 65 kg, il a les yeux marron.
Il se marie avec Henriette Droz des Villars (1893-1976), fille d’officier de cavalerie, en novembre 1916 à Besançon et descendante du général Hippolyte Madelor. De cette union naissent Françoise, Antonio (prénom de son beau-frère tombé en aout 1918 à la tête de sa compagnie de tirailleurs), Marie-Jeanne, Claude et Bernard.

## Carrière militaire

### Première Guerre mondiale
Le 17 décembre 1909, il est affecté à la 9e  batterie du 27e régiment d’artillerie. Lequel régiment est installé dans la caserne des compagnies de dragons de Louis XIV, quartier d’Aoust, dans des conditions rudimentaires. Il s’y sent paradoxalement plus libre et heureux que lors de son enfance. Il loue alors une petite chambrée à côté du régiment et profite de ses quartiers libres pour reprendre seul des matières comme les mathématiques, le latin et d’autres laissées de côté auparavant.
Très rapidement, il est nommé brigadier, puis en 1910, maréchal des logis. Il s’inscrit au concours d’entrée à l’École d’Artillerie de Fontainebleau en 1912.
En octobre 1913, il entre à l’École de Fontainebleau, qui occupe de vieux bâtiments du château de Fontainebleau, avec le grade d’aspirant. Il n’a pas encore 22 ans.
Le 10 aout 1914, il est mis en attente à Toul pour un poste d’observateur aérien pour lequel il s’est porté immédiatement volontaire : la guerre étant déclarée.
Son premier vol a lieu le 7 septembre 1914 au décollage de Pont-à-Mousson, à 800m d’altitude aux dessus de la ligne de front. Il doit s’agripper à une sangle entre les montants des deux roues d’un avion Henri Farman. Il fait son second vol peu après sur une « Antoinette » monoplan, plus confortable.
Il est affecté le 3 mars 1915 sur le plateau qui domine Saint-Nicolas-de-Port, au détachement d’armée de Lorraine, placé sous le commandement du commandant de Vergnette, dans l’escadrille d’avion Maurice Farman C 17. Sous l’insigne officiel des observateurs d’artillerie No 7, il prend part aux nombreux combats aériens au-dessus des lignes, son travail consistant à renseigner sur l’ennemi à l’aide de jumelles et de reports sur carte, et à défendre l’aéronef de toute attaque de la chasse ennemie à l’aide d’une mitrailleuse Lewis américaine vissée à l’avant de la carlingue. Il participe à de nombreux combats, et est blessé lors d’un entre eux.
Il est cité à l’ordre de l’armée en 1915 :
« Citation à l'ordre de l'armée du Slt André Marie Chauvin, observateur à l'escadrille C 17, en date du 29 juin 1915 : Officier d'une audace et d'un sang-froid remarquables. Rend comme observateur en avion des services particulièrement appréciés. A exécuté de nombreuses reconnaissances sous le feu des canons spéciaux. À deux reprises, a résolument attaqué des avions allemands."
En mai 1916, il rejoint l’état-major d’artillerie lourde du colonel Wagner (114e régiment d’artillerie lourde) et participe à la bataille de la Somme.
Le 13 septembre 1916, il est rappelé à l’École d’Artillerie afin d’y exercer en tant qu’instructeur.
Le 1er mai 1917, il rejoint le front, où il sert à la tête de la 6e batterie de 105 mm du 120e régiment d’artillerie lourde sur le Chemin des Dames, puis le 30 juillet 1917, à la tête de la 2e batterie de 75 mm du 3e régiment d’artillerie coloniale, et enfin non loin de Reims, au commandement de la 45e batterie du 275e régiment d’artillerie de la 45e division nord-africaine sous les ordres du général Naulin. Il est dépêché dans la région de Reims et prend part aux combats à la tête de sa batterie. Les pertes sont lourdes, les combats ardus, sa batterie résiliente.
Le capitaine Chauvin est promis à la Légion d’honneur par le colonel commandant l’Artillerie de la division. Seulement, il est convoqué au conseil de guerre pour des faits rapportés par un agent électoral que ses hommes auraient maltraité lors d’un cantonnement à l’arrière des lignes.
Le général Naulin s’oppose à cette décoration, les derniers faits de guerre éloquents de sa batterie le dispensent du conseil de guerre. Le capitaine Chauvin, persuadé que ses hommes n’étaient pas coupables, demande son affectation dans une autre division, le général y répond favorablement. Il quitte à contre cœur sa batterie, le 7 octobre 1918, et finit la guerre affecté à l’état-major du 5e corps d’armée à Villers-Cotterêts, ayant comme mission d’assurer la garde de prisonniers allemands et russes.

### L’entre-deux guerres
Il finit par rejoindre la cavalerie en 1919, au 506e régiment de chars de combat. À l’époque, il n’y a pas encore de doctrine sérieuse d’emploi de ce nouvel instrument de combat. Les cadres viennent de toutes les autres armes, ils portent d’ailleurs l’uniforme marquant leur origine.
À l’hiver 1919-1920, il est envoyé à Versailles à l’École des chars fraîchement créée. Il sort major de sa promotion, rejoint sa garnison à Besançon et dispense des conférences dans différentes villes de garnison sur la coordination des moyens d’artillerie, de l’infanterie, de l’aviation et des chars en défendant l’idée de la « Grande Unité blindée Stratégique » du général Jean Estienne, général d’artillerie, pionnier de l’aviation militaire et « Père des chars ».
Déçu de ne pas voir la création de « divisions blindées », les chefs étant restés attachés au sort du fantassin et ayant réduit le char à un instrument d’accompagnement, il se résout à retrouver l’artillerie. Ce qu’il fait après avoir réussi le concours de l’École de guerre en 1922.

#### École de guerre avec le capitainede Gaulle
Il est admis à la 44e promotion de l’École de guerre. Promotion  — aux dires du général Dufieux, directeur de l’École —   de « haute qualité ». Promotion entre autres du général de Gaulle, du général Bridoux, du commandant Loustaunau-Lacau, du général Laffargue.
Le capitaine Chauvin est placé en binôme avec le capitaine de Gaulle pour des études tactiques dans la région d’Auxerre. Les deux hommes sympathisent. Ils partagent la même idée de l’utilisation du char, portée par le général Estienne qui préconise la création de grandes unités cuirassées, en instrument stratégique.
Le général revient sur cette rencontre dans ses mémoires : « Très vite, je distinguais ce grand garçon de capitaine de Gaulle, par sa taille d’abord dont il paraissaît un peu empêtré, et par je ne sais quoi qui émanait de sa personne : camarade un peu condescendant, toujours courtois, masquant un fond de tempérament hautain et fort satisfait de soi-même par une politesse accusée, souvent teinté d’ironie. […] Rentré en France, en 1920 je crois, il fut affecté à l’École de Saint-Cyr comme professeur adjoint d’histoire, fonctions qui convenaient parfaitement à sa vaste culture admirablement desservie par une stupéfiante mémoire. »
Les élèves sont classés en trois parties et choisissent au mérite leur affectation. Le capitaine Chauvin classé dans le premier tiers choisit l’armée d’Orient aux ordres du général Weygand, le capitaine de Gaulle assis à côté de lui dans l’amphithéâtre est classé dans le deuxième tiers. Ils garderont toujours contact et s’écriront régulièrement jusqu’à la fin de la deuxième guerre mondiale. Charles de Gaulle reviendra notamment sur ce classement teinté d’injustice, selon ses écrits.

#### La Syrie
Le capitaine Chauvin rejoint l’armée du Levant, au 1er bureau de l’état-major à Beyrouth, sous les ordres du colonel Marcel Garchery en décembre 1924, juste après la nomination du général Sarrail à sa tête.
Il prend part en juillet 1925 aux violents combats d’Ezraa qui aboutiront à la défaite de la colonne de secours du général Michaud et ses nombreuses pertes.

## Distinctions
- Chevalier de la Légion d'Honneur et citation à l'ordre de l'armée du Capitaine André Marie Chauvin (surnom Gabriel) au 506e régiment de chars de combat, en date du 16 juin 1920 : « Soit comme artilleur, soit comme observateur en avion, s'est toujours fait remarquer par son allant, son entrain, son audace même. Quatre citations. Une blessure »

- Officier de la Légion d'Honneur du Chef d'escadron André Marie Chauvin, breveté à l'état-major du conseil supérieur de la guerre, en date du 20 décembre 1935 : « 25 ans de services, 8 campagnes, 2 blessures, 1 citation. Chevalier du 16 juin 1920 ».

## Sources
- https://francearchives.fr/fr/file/ad46ac22be9df6a4d1dae40326de46d8a5cbd19d/FRSHD_PUB_00000355.pdf
- http://archives.gaullisme.fr/cdg_ecole%20de%20guerre.htm
- http://albindenis.free.fr/Site_escadrille/escadrille017.htm
- https://www.genbecle.org/th/
- https://www.cairn.info/revue-materiaux-pour-l-histoire-de-notre-temps-2009-1-page-77.htm#re20no20
- Pierre Montagnon, L'Armée d'Afrique. De 1830 à l'indépendance de l'Algérie, Pygmalion, 25 avril 2012 (ISBN 978-2-7564-0793-7, lire en ligne)